# Parabothriocephaloides wangi
Parabothriocephaloides wangi is een lintworm (Platyhelminthes; Cestoda). De worm is tweeslachtig. De soort leeft als parasiet in andere dieren.
Het geslacht Parabothriocephaloides, waarin de lintworm wordt geplaatst, wordt tot de familie Echinophallidae gerekend. De wetenschappelijke naam van de soort werd voor het eerst geldig gepubliceerd in 2008 door Kuchta, Scholz & Bray.